# Kräftriket

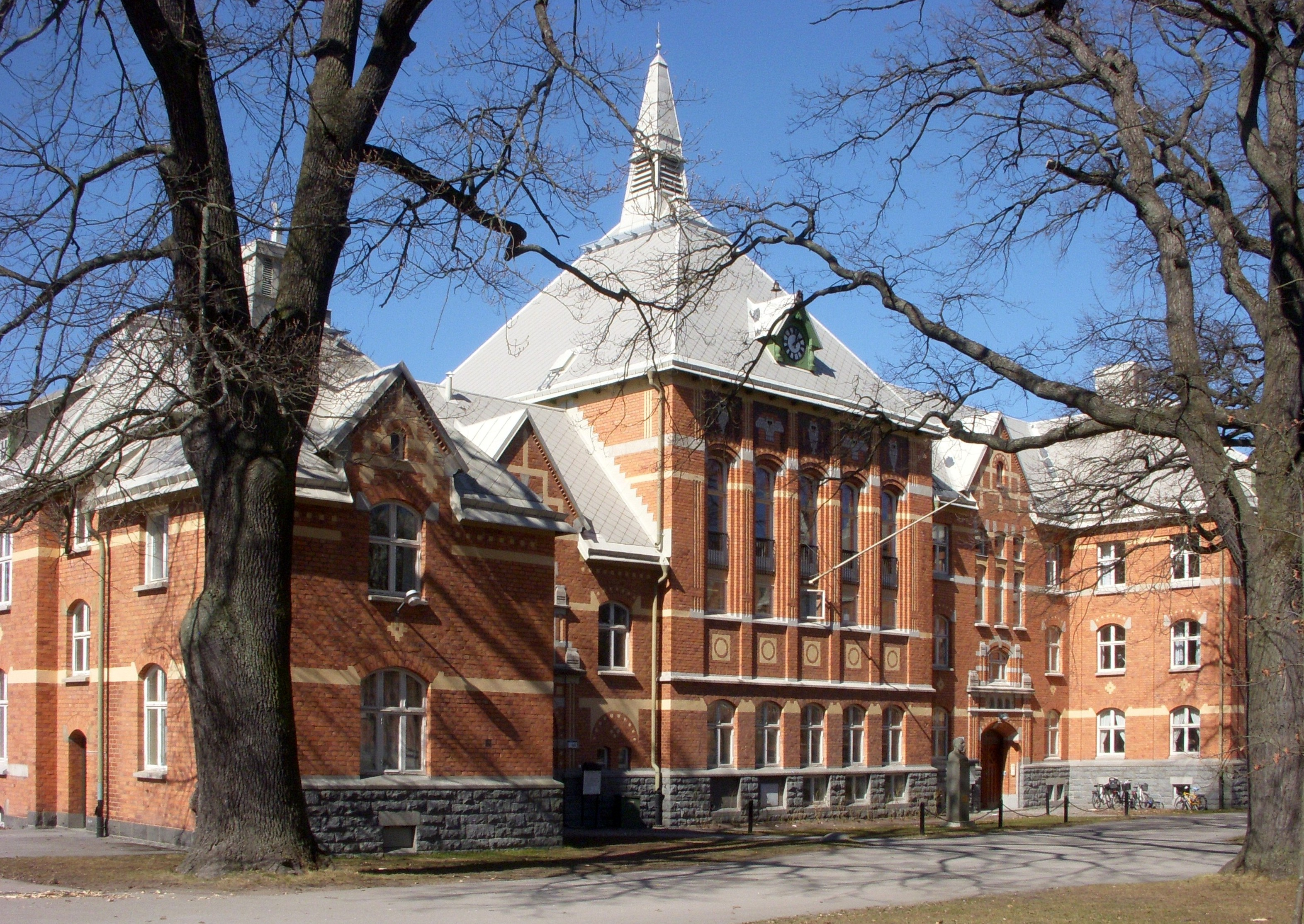
Veterinärhögskolans tidigare lokaler i Kräftriket, som senare har använts av Stockholms universitet.

Kräftriket är ett område i stadsdelen Norra Djurgården i Stockholm, intill Brunnsviken och Albano. Fram till 2022 var flera institutioner vid Stockholms universitet placerade i stadsdelen, men flyttade därefter till Campus Albano.

## Historia

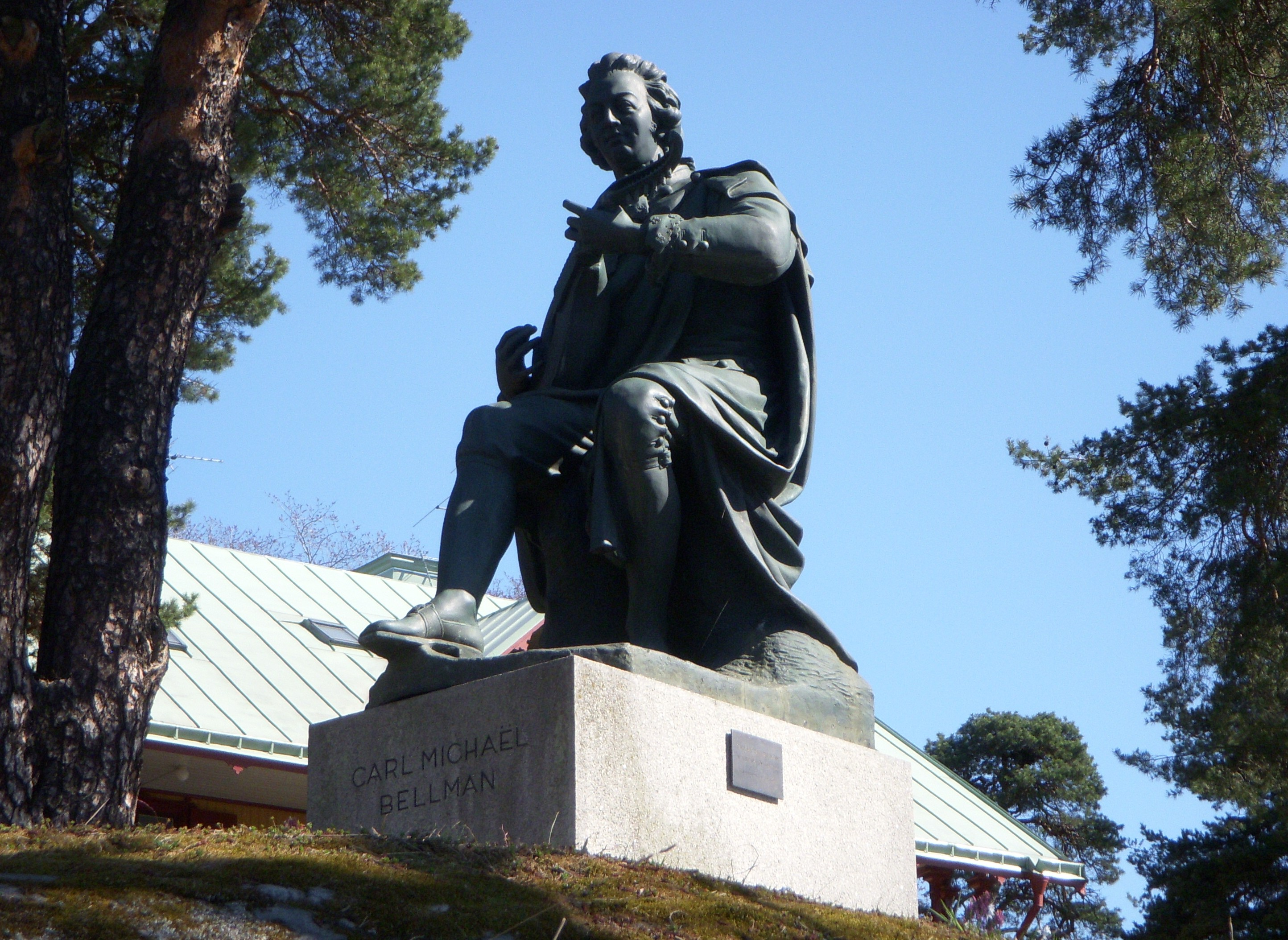
C.M. Bellman vid Kräftriket intill Brunnsviken, skulptur av Alfred Nyström

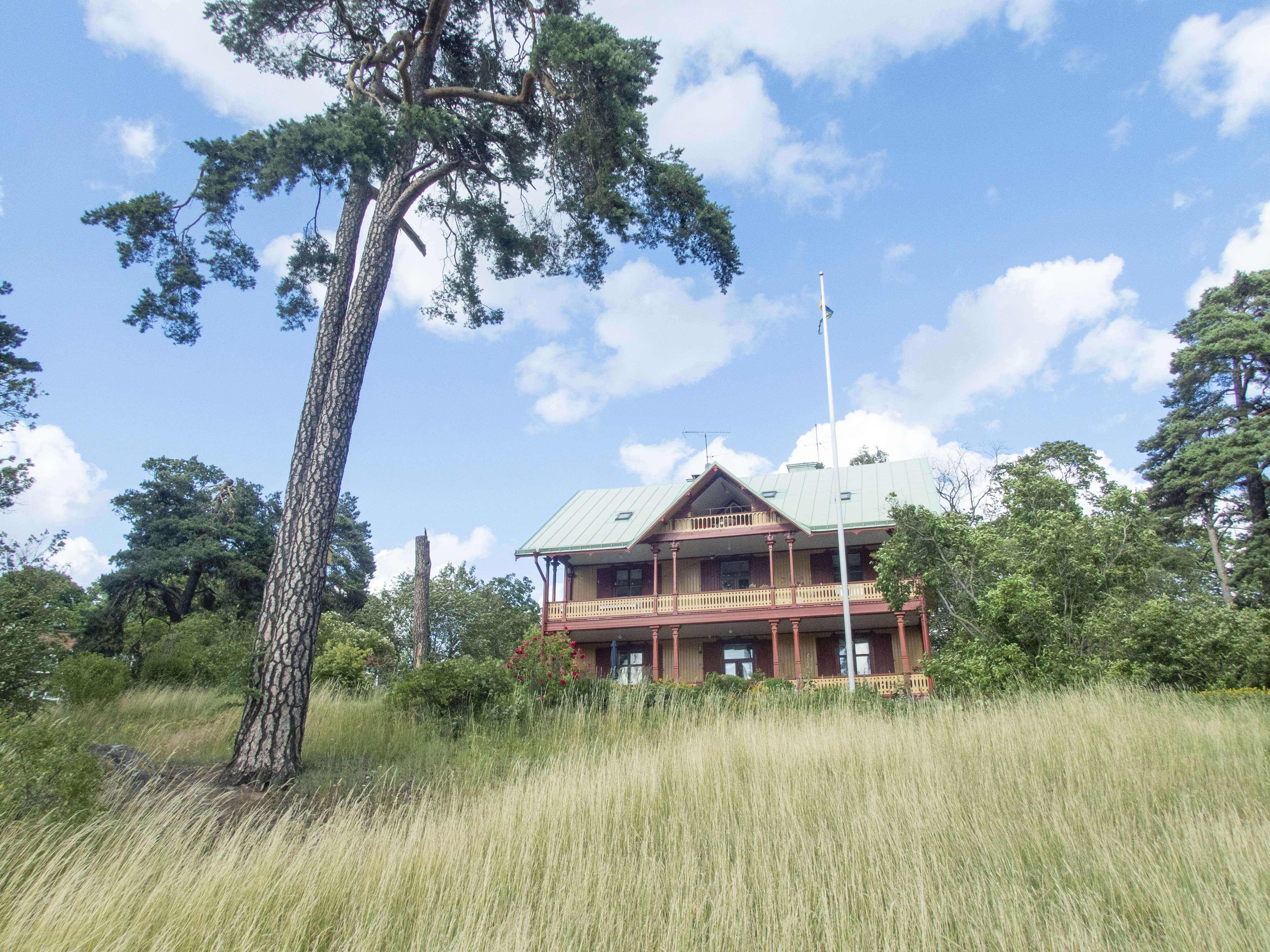
Kräftriket, villa byggd på 1880-talet

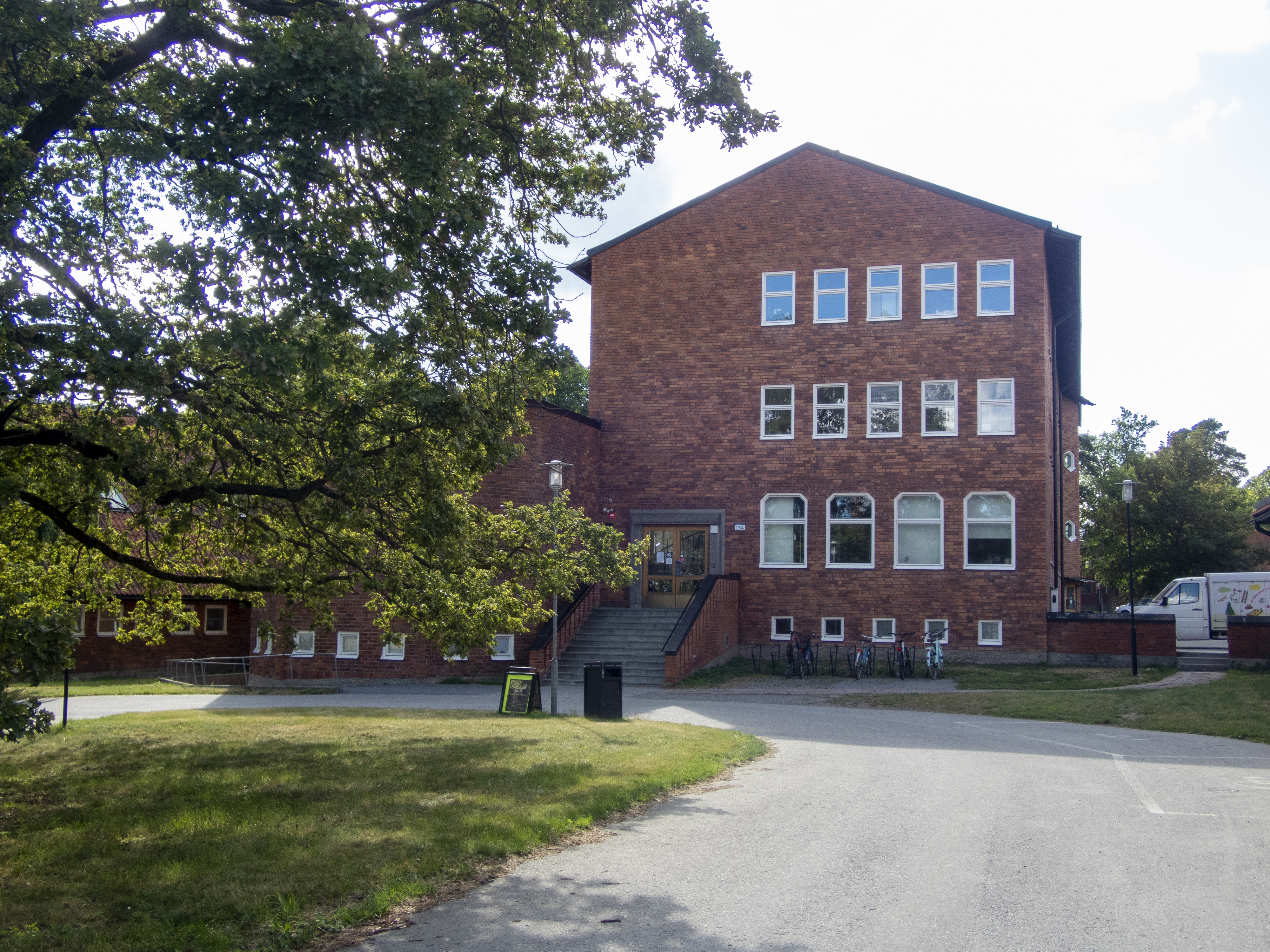
Företagsekonomiska institutionen

### Krogen
Området hette tidigare Cathrineberg och var ett jägarboställe. Under slutet av 1700-talet öppnades en krog som serverade kräftor från Brunnsvikens vatten och krogen och området kom att kallas kräftriket. 
Krogen är omsjungen av Carl Michael Bellman, som "första torpet" i epistel 80.
| ” | Så höljde min nymf på Floras fest ett enkelt och skiftat flor, då hon utav Mollberg bjuden till fest, ut till Första Torpet for, det torpet lilla, straxx utom tulln, där kräftan ljustras röd i kastrulln och dit Brunnsvikens bölja klar i vattrade vågor sig drar. | „ |

I området finns en trävilla från 1880-talet som övertog namnet efter att torpet revs, och nära den finns sedan 1975 en staty av Bellman av Alfred Nyström, som är en kopia av statyn vid Hasselbacken.

### Veterinärhögskolan
När Veterinärhögskolan skulle byggas inköptes den dåvarande värdshusbyggnaden av ingenjören Richard Schwallbom, som flyttade den till Viggbyholms villastad. Till 1700-talskrogen Kräftriket hörde också ett lusthus och en kägelbana, som var tänkta att rivas i slutet av 1960-talet när Roslagsvägen breddades. Dessa sista byggnader från krogen Kräftriket räddades dock till eftervärlden, endast några dagar innan rivning, av entreprenören Erik Elinder som med hjälp av Skansen lät flytta dem till sin tomt på Alberget 4 på Djurgården. Kägelbanan och lusthuset står där än idag (2008). 
Under åren 1885–1892 låg i området en jästfabrik tillhörig Stockholm Norra Jästfabriks AB. Dess föregångare låg vid Floras kulle, i Humlegården, men revs i samband med stadens expansion på vad som nu kallas Östermalm. År 1892 flyttades tillverkningen till Rotebro.
1907–1912 uppfördes ett antal tegelbyggnader, ritade av Ludwig Peterson och Rudolf S. Enblom, för Veterinärhögskolans räkning vilken förlade sin verksamhet till området 1912. De kompletterades med institutionsbyggnader under 1940- och 1950-talet ritade av Joel Lundeqvist och Carl Grandinson. Veterinärhögskolan flyttade därifrån 1976.

### Stockholms universitet
Fram till 2022 var ett antal  institutioner vid Stockholms universitet placerade i Kräftriket, men flyttade därefter till Campus Albano.

### Övrig verksamhet i Kräftriket

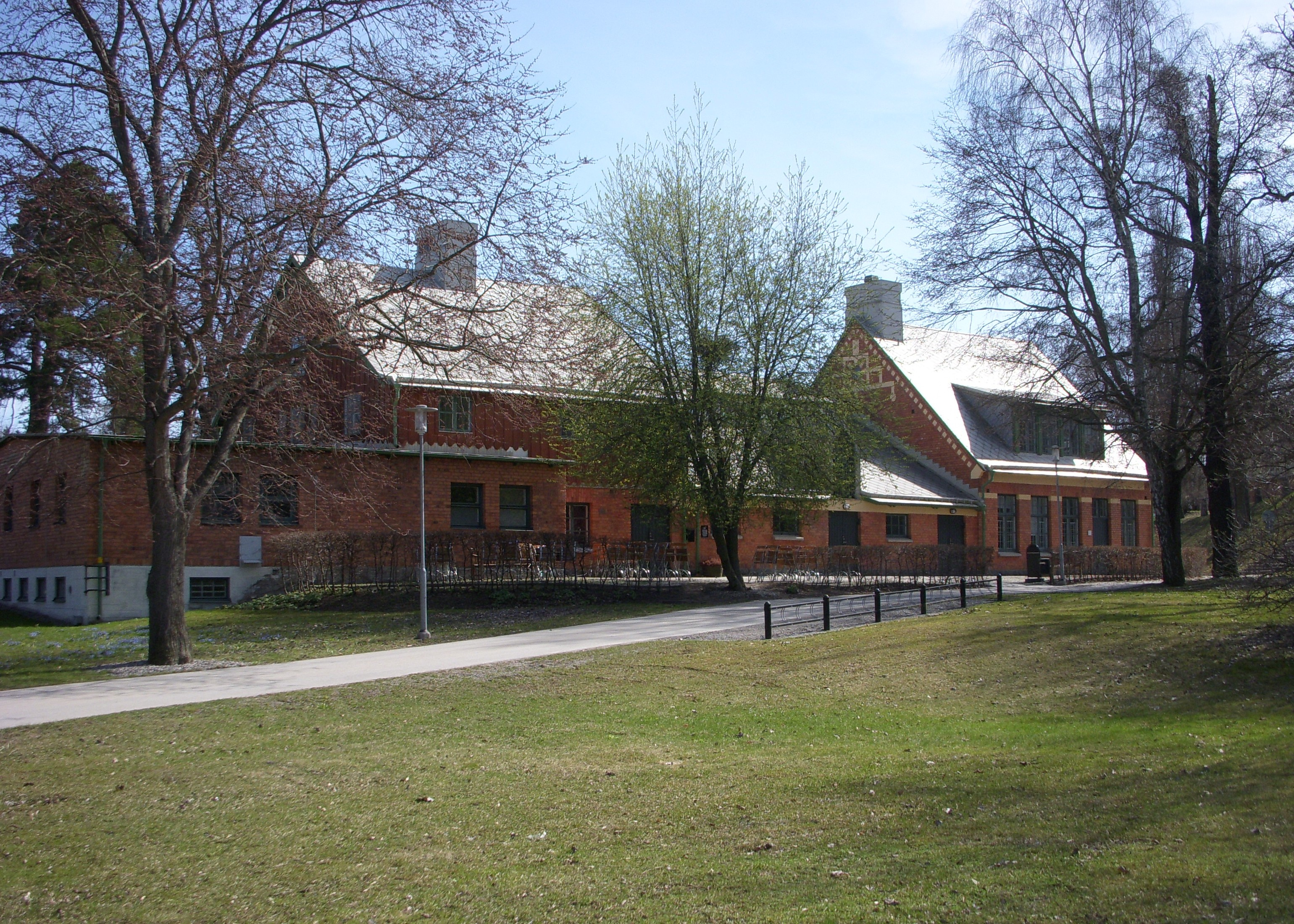
Värdshuset "Kräftan" vid Kräftriket, 2009

I viken vid Kräftriket har Brunnsvikens Kanotklubb sin plats. Här finns även den privata Naprapathögskolan som utbildar naprapater och Medicinskt Kursforum) som utbildar massörer/massageterapeuter.